# Castel Sant'Angelo (comune)
Castel Sant'Angelo è un comune italiano sparso di 1 177 abitanti della provincia di Rieti nel Lazio. 
Fino al 1927 faceva parte della provincia dell'Aquila, in Abruzzo e, dal 1233 al 1861, per oltre 600 anni, è stato parte integrante del giustizierato d'Abruzzo e della provincia Abruzzo Ultra II, nel distretto di Cittaducale, con capoluogo L'Aquila.

## Geografia fisica

### Territorio
In buona parte montuoso, il territorio comunale si estende a nord fino al Monte Terminillo e a sud fino ai piedi del gruppo del Monte Nuria.
A valle, si estende lungo la Piana di San Vittorino ed è attraversato longitudinalmente dal Fiume Velino, così come dalla Via Salaria.
Data la grande presenza di rocce calcaree, in questa zona l'attività carsica è ben sviluppata; non sono rari infatti i fenomeni di carsismo epigeo con doline, definite canetre o canetroni, vasche, pozzi o puzzacchie nel dialetto locale.
Il comune è un territorio molto ricco d'acqua. Se ne hanno le evidenze principalmente per le abbondanti sorgenti in superficie, la ben nota attività carsica e la presenza del Fiume Velino con i suoi innumerevoli affluenti.
All'interno del territorio comunale si trovano le importanti Sorgenti del Peschiera, le maggiori dell'Appennino con una portata media dell'ordine di 17-18 m³/s. Buona parte dell'acqua che ne sgorga confluisce nell'acquedotto del Peschiera, garantendo circa i tre quarti dell'acqua necessaria al fabbisogno della città di Roma.

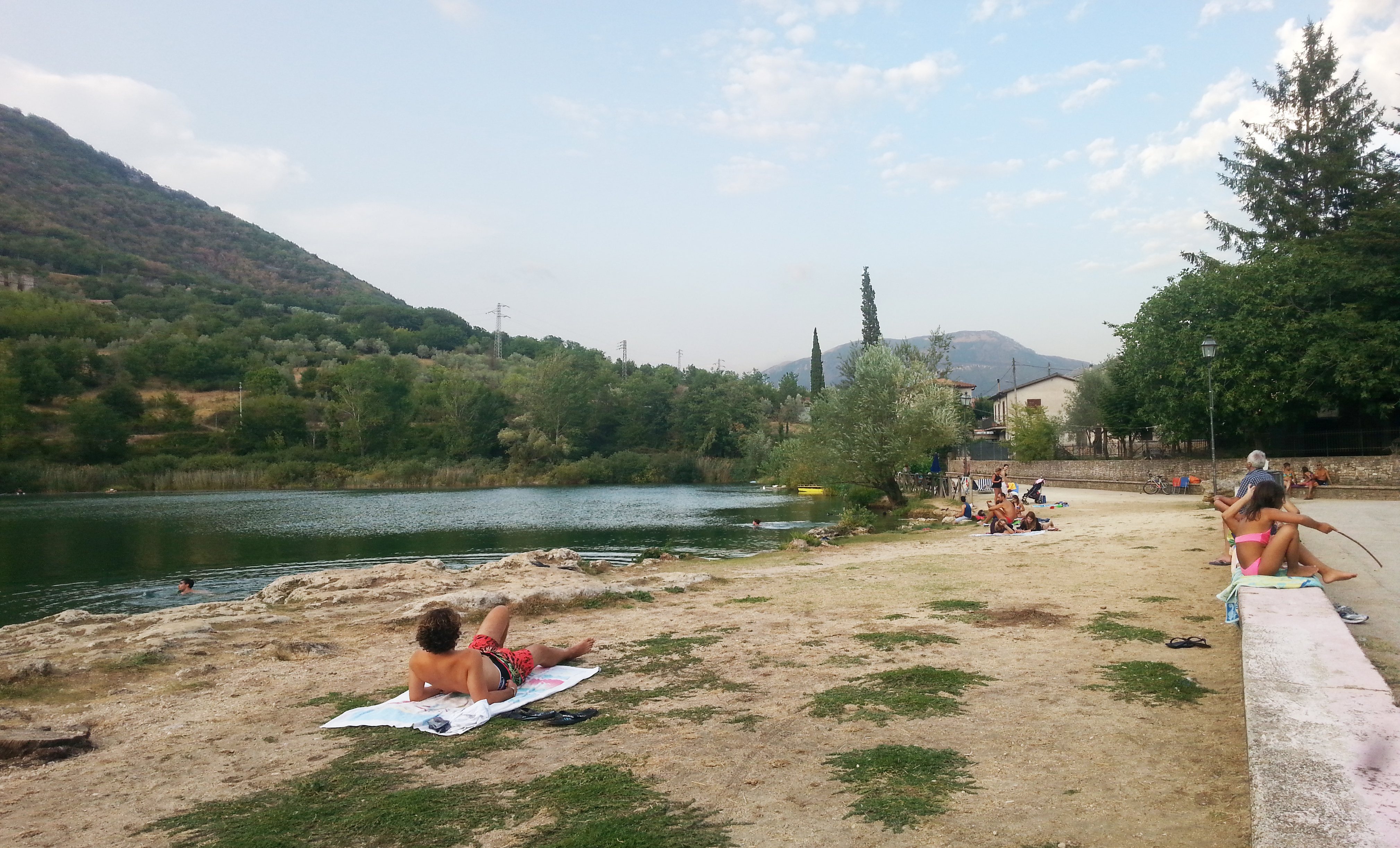
Il lago di Paterno.

Inoltre sono presenti diversi laghi degni di nota: in corrispondenza della frazione Canetra è noto il Lago dei Cigni, nella frazione Vasche si trovano tre laghi tutti di origine carsica, il Lago di Paterno, il Pozzo di Mezzo e il Pozzo Burino, infine nella frazione Terme di Cotilia, a ridosso della struttura termale, è presente un piccolo lago di acqua sulfurea.
Castel Sant'Angelo è uno dei comuni produttori del Marrone antrodocano. 

### Clima
Classificazione climatica: zona E, 2487 GR/G

## Storia

### Età antica
La presenza degli Aborigeni nella zona di Cutiliae è documentata da Dionigi di Alicarnasso. Questi ne descrive la presenza già prima dell'occupazione da parte dei Sabini, i quali, come descritto da Catone, partiti dai pressi di Amiternum mossero verso occidente alla volta di Cutiliae e Reate. 
Il centro fu frequentato anche in epoca romana in quanto posto lungo l'antica Via Salaria. Era considerato inoltre territorio di importanza rilevante in virtù della presenza delle acque sulfuree, oltre che delle relative terme. Non a caso gli imperatori Vespasiano e Tito erano soliti frequentare la zona, come testimoniano le Aquae Cutiliae, anche note come Terme di Vespasiano, risalenti al I secolo d.C, e la Villa di Tito, che si affaccia sul Lago di Paterno.

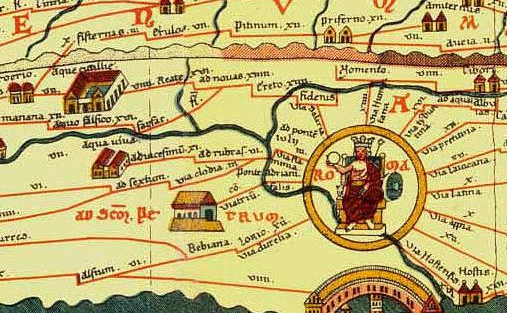
Dettaglio della Tabula Peutingeriana con Acquae Cutiliae (a sinistra di Roma).

A conferma dell'importanza del centro in epoca romana, è possibile notare come nella Tabula Peutingeriana, antica carta romana che mostra le vie stradali dell'Impero romano, questo viene riportato con l'icona di un castrum fortificato, come indicazione di una città medio-grande. Difatti, nella tavola vige la convenzione per cui più grande è il simbolo dell'edificio riportato sulla carta, più importante è la città o il centro.

### Medioevo
Nel IX secolo il borgo fu creato con una fortificazione dai Longobardi, probabilmente per Incastellamento essendo vicino alla via Salaria. Nel XIII secolo entrò a far parte del Regno di Napoli, già dalla fine del secolo dipendente dalla neonata Aquila. 

### Età moderna
Nel XVI secolo (1539) Carlo V di Spagna diede il feudo aquilano a Margherita d'Austria, che vi fece costruire dei mulini, amministrando molto bene il territorio. Passato alla famiglia Farnese, nuovamente nel XVII secolo passò al Regno di Napoli. 
Non subì particolari danni con il grande terremoto del 1703. 

### Età contemporanea
Nel 1927, nell'ambito del riordino provinciale disposto da Mussolini, fu abolito il Circondario di Cittaducale facente parte della provincia aquilana e fu creata la provincia di Rieti, includendovi Castel Sant'Angelo.

### Simboli
Lo stemma e il gonfalone sono stati concessi con decreto del presidente della Repubblica del 17 maggio 1986.
Il gonfalone è un drappo partito di rosso e di azzurro.

## Monumenti e luoghi d'interesse

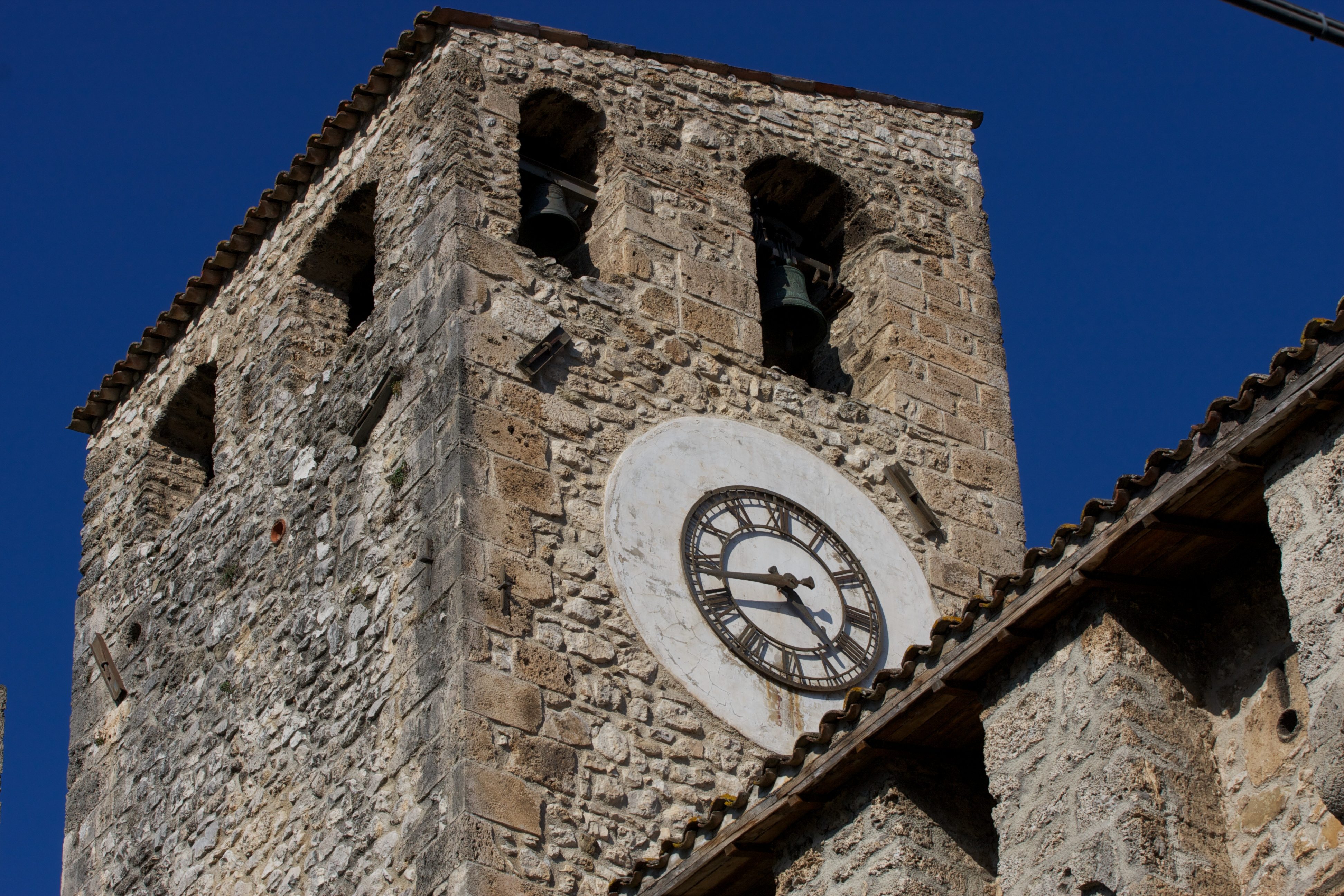
Campanile di Castel Sant'Angelo.

### Architetture militari
- Resti del cassero di Castel Sant'Angelo, con l'alta torre di avvistamento a pianta quadrata.

### Architetture religiose
- Chiesa di Santa Maria della Porta, antica parrocchia del paese è situata nel cuore del borgo medioevale. Dal nome si capisce che l'edificio sorge a ridosso dell'antica porta principale, in corrispondenza del luogo dove anticamente sorgeva la sala d'armi del castello. Dall'esterno essa si presenta come un classico edificio medioevale, all'interno è strutturata a tre navate suddivise da archetti a volte affrescati a cielo stellato e sulle pareti laterali sono disposti quattro altari. Di particolare interesse sono il fonte battesimale in pietra scolpita, l'altare maggiore decorato da colonne in marmo policromo e la nicchia centrale, devo è conservata una statua della Madonna con Bambino sormontata da angeli in festa. La chiesa ha ospitato per lungo tempo la sede dei Monti Frumentari e custodisce le preziose reliquie di san Biagio, patrono della parrocchia e del paese.
- Chiesa di San Rocco, di origine altomedievale e trasformata nel XVI secolo, ha subito di recente un restauro. Si trova lungo la strada Vasche-Castel Sant'Angelo.
- Chiesa di San Biagio, la chiesa parrocchiale, in origine con funzione di chiesa del cimitero, presenta come caratteristica principale l'elegante portale risalente al 1564 dove nel timpano che sovrasta l'ingresso della chiesa è rappresentato il Dio Padre benedicente tra due cherubini, mentre nei pennacchi dell'arco l'Annunciazione. Consacrata nel 1879 a san Biagio è dotata di un'architettura romanica che presenta una navata centrale e due navate laterali dove sono disposti sei altari dedicati ai Santi venerati in paese. È presente all'ingresso della sacrestia una pregevole tela cinquecentesca raffigurante la Presentazione al tempio di Gesù e la purificazione della Vergine Maria.

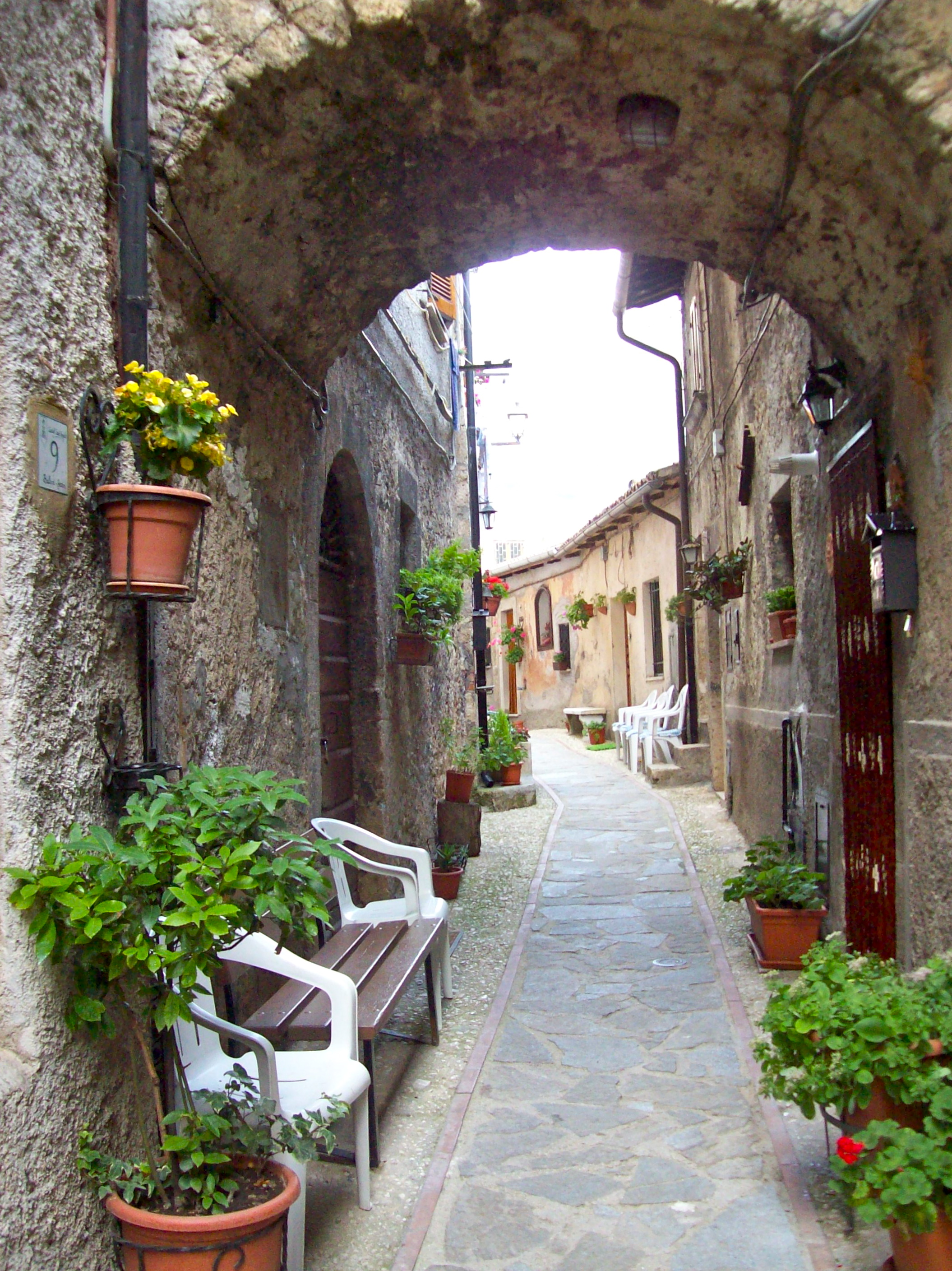
Un vicolo di Castel Sant'Angelo

- Chiesa di San Giovanni Battista, posta nella piazza di Paterno, presenta l'incisione “TEMPLUM DIVI IOANNIS MD MDLVIII”, posta sull'architrave del portale, ornato da formelle con simboli cristiani. All'interno sono conservati interessanti opere d'arte tra cui importanti affreschi cinquecenteschi, come la Madonna del Rosario, la Vergine con il Bambino benedicente e l'Adorazione dei Pastori. Nel 2001 sono stati eseguiti dei restauri nella chiesa, ad opera della Soprintendenza dei Beni Artistici del Lazio, nel corso dei quali è emersa la presenza di un affresco sottostante a quello della Madonna del Rosario.

### Siti archeologici

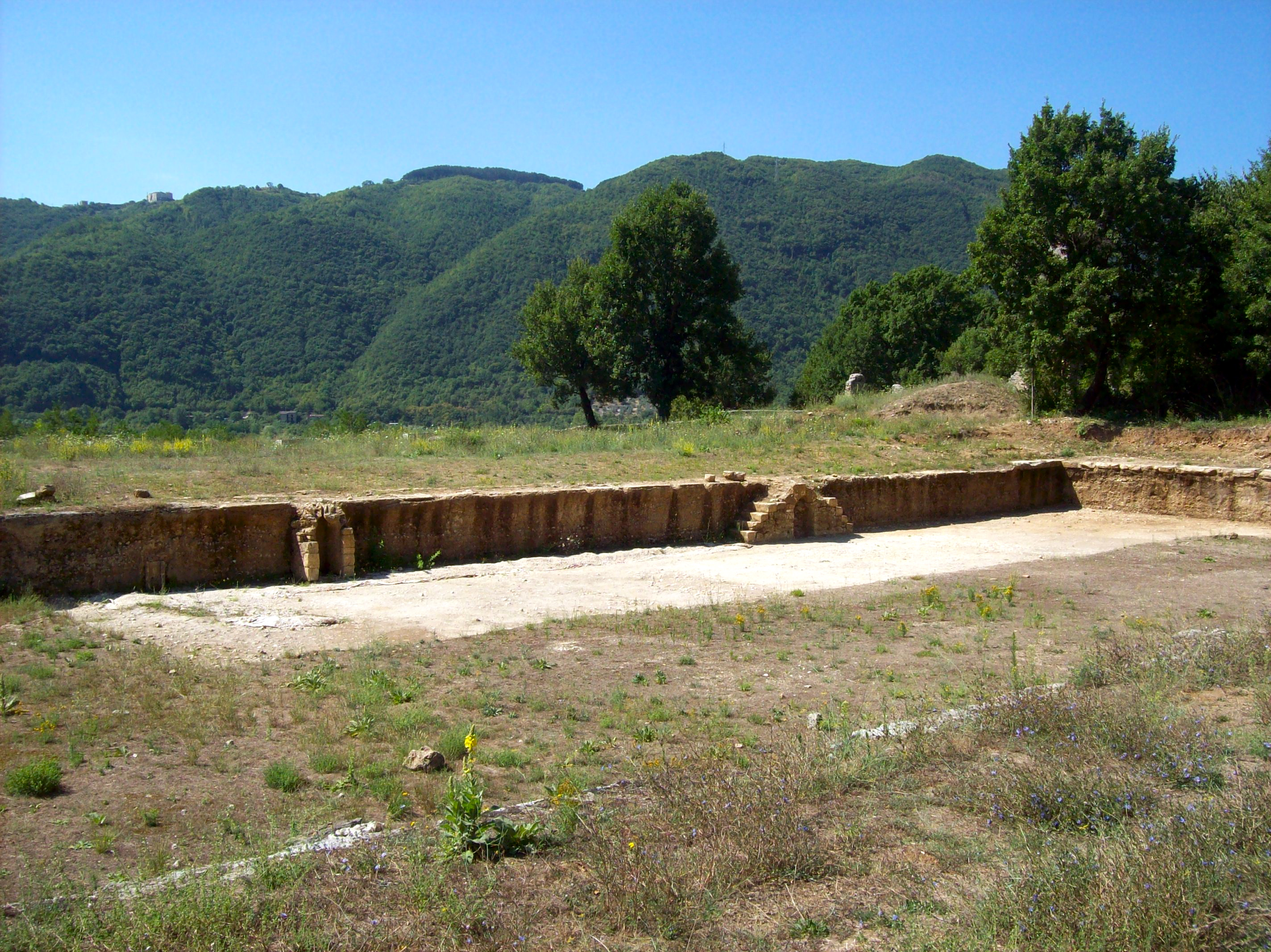
Terme di Vespasiano.

- Terme di Vespasiano, sorgenti termali utilizzate in epoca romana.
- Villa di Tito, area archeologica, dal 2014 sede del Centro di documentazione civiltà delle acque.
- Lago di Paterno, noto anche come Lago di Cotilia, è un lago noto dall'antichità come luogo sacro per molti popoli italici.
- Via Salaria, sono presenti alcuni tratti dell'antica via del sale; uno dei più lunghi e meglio conservati è visibile in un laghetto artificiale dedicato alla pesca sportiva.
- Peschio del Principe, ruderi di una struttura fortificata, presenti a Vena Rossa, utilizzata probabilmente per il controllo sulla valle.

### Altro
- Nella frazione di Ponte Alto è presente una targa all'ingresso di una casa a memoria del fatto che nel 1994 è stato ritrovato quello che ad oggi è considerato il più antico tricolore italiano, datato 1831.[10]

## Società

### Evoluzione demografica
Abitanti censiti

### Etnie e minoranze straniere
La popolazione straniera presente al 31 dicembre 2024 era di 96 unità e rappresentava il 7,9%. I gruppi nazionali più significativi erano:
- Romania: 35
- India: 12
- Macedonia del Nord: 10
- Bangladesh: 9
- Brasile: 4
- Pakistan: 4

## Geografia antropica

### Suddivisioni amministrative
L'area del Comune di Castel Sant'Angelo è composto da un'unica circoscrizione.

### Frazioni

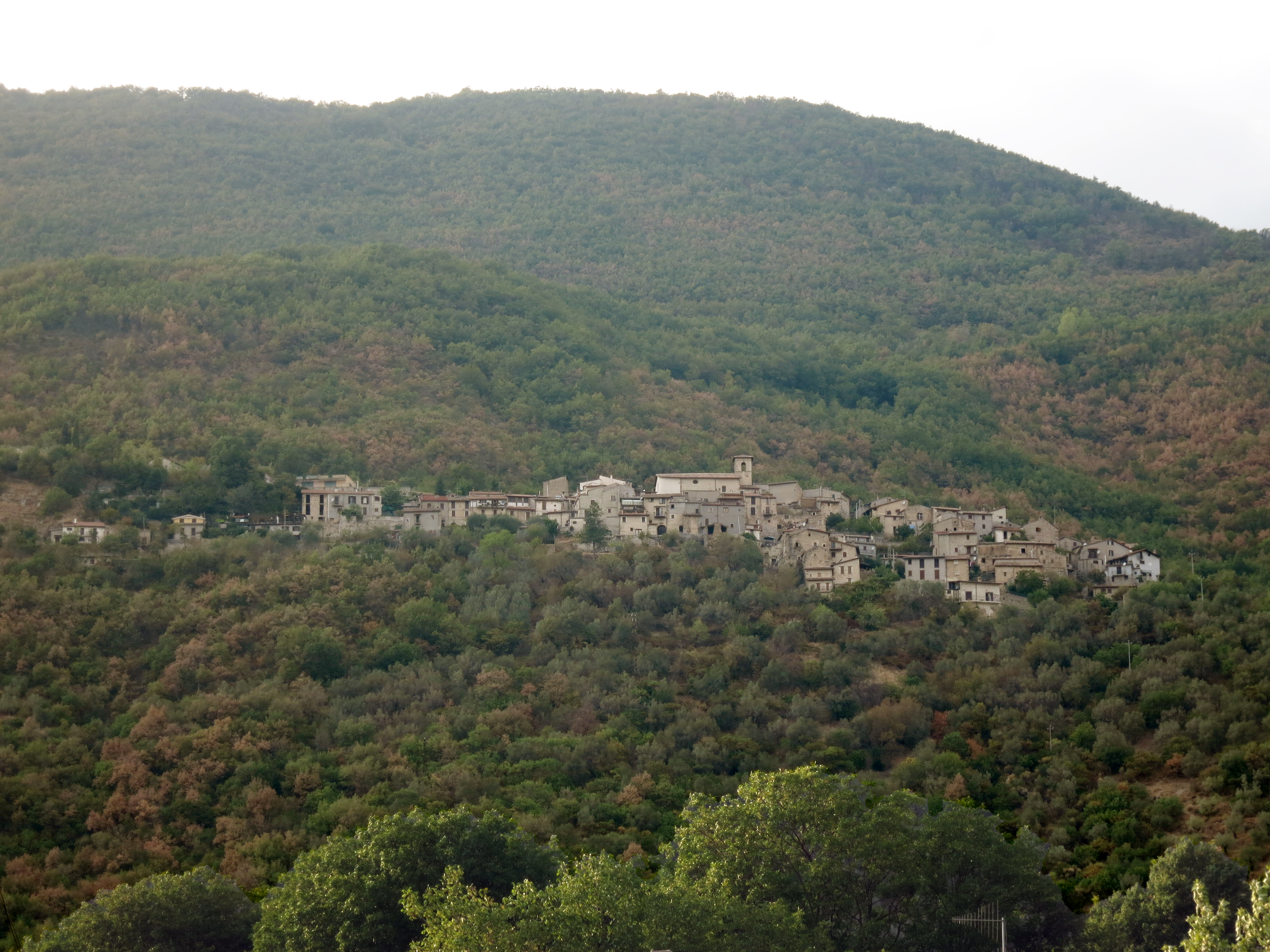
La frazione di Paterno

Il comune è costituito da ben 14 frazioni:
- Canetra
- Castel Sant'Angelo (Castello)
- Mozza
- Pagliara
- Paterno
- Piè di Castello
- Piedimozza
- Ponte Alto
- Ponte Basso
- Ponte Santa Margherita
- Terme di Cotilia (come unione delle frazioni di Piè di Paterno e Cotilia Terme)
- Vasche
- Villa Ornaro (Cucca Vecchia)
- Ville

## Infrastrutture e trasporti

### Strade
Il comune è posto lungo la Strada statale 4, l'antica Via Salaria, un'importante strada statale che lo collega da un lato a Rieti e Roma, e dall'altro a L'Aquila, Ascoli Piceno e il mare Adriatico.

### Ferrovie
Il comune è attraversato dalla ferrovia Terni-Rieti-L'Aquila-Sulmona, una linea storica di importanza secondaria, ed è servito da due stazioni ferroviarie: la principale è la stazione di Castel Sant'Angelo, posta ai piedi del paese nella frazione di Vasche, l'altra è la fermata di Canetra, posta nell'omonima frazione.
La linea che attraversa Castel Sant'Angelo avrebbe dovuto essere prolungata da un lato verso Roma e dall'altro verso Ascoli Piceno, formando la cosiddetta Ferrovia Salaria, tuttavia tale progetto (più volte approvato sin dalla fine dell'Ottocento) non venne mai realizzato.

## Amministrazione
| Periodo        | Periodo        | Primo cittadino | Partito      | Carica  | Note                                          |
| -------------- | -------------- | --------------- | ------------ | ------- | --------------------------------------------- |
| 13 giugno 1985 | 24 aprile 1995 | Otello Anibaldi | DC           | Sindaco | Rieletto il 26 maggio 1990.                   |
| 24 aprile 1995 | 14 giugno 2004 | Luigi Taddei    | lista civica | Sindaco | Rieletto il 14 giugno 1999                    |
| 14 giugno 2004 | 26 maggio 2014 | Paolo Anibaldi  | lista civica | Sindaco | Rieletto l'8 giugno 2009                      |
| 26 maggio 2014 | in carica      | Luigi Taddei    | lista civica | Sindaco | Rieletto il 27 maggio 2019 e il 9 giugno 2024 |

### Altre informazioni amministrative
- Castel Sant'Angelo fa parte della comunità montana del Velino".